# Hefeng (köpinghuvudort i Kina, Jiangxi Sheng, lat 25,80, long 115,49)
Hefeng är en köpinghuvudort i Kina. Den ligger i provinsen Jiangxi, i den sydöstra delen av landet, omkring 320 kilometer söder om provinshuvudstaden Nanchang. Antalet invånare är 45 918. Befolkningen består av 23 907 kvinnor och 22 011 män. Barn under 15 år utgör 32 %, vuxna 15-64 år 58 %, och äldre över 65 år 9,0 %.
Runt Hefeng är det ganska tätbefolkat, med 230 invånare per kvadratkilometer. Närmaste större samhälle är Zishan, 18,4 km norr om Hefeng. I omgivningarna runt Hefeng växer i huvudsak blandskog.
Genomsnittlig årsnederbörd är 1 965 millimeter. Den regnigaste månaden är maj, med i genomsnitt 358 mm nederbörd, och den torraste är oktober, med 19 mm nederbörd.